# Майнарди, Гаспаре
Гаспаре Майнарди (27 июня 1800 1800 года в Аббиатеграссо недалеко от Милан — 9 марта 1879 г. в Лекко) — итальянский математик.
Гаспаре Майнарди учился в Милане и Павии. 
С 1822 ассистент, а затем профессор университета в Павии.
Одновременно он преподавал в Коллегии Гислиери и в Семинарии. 
С 11 мая 1851 года, член академии деи Линчеи.
В 1864 году он был отправлен в отставку, как почетный профессор.

## Научный вклад
Работал в дифференциальной геометрии.  
Наиболее известен как переоткрытыватель уравнений Петерсона ― Кодацци в теории поверхностей в трёхмерном пространстве. 